# Lucjan Karpiński
Lucjan Karpiński – polski urzędnik i dyplomata, ambasador w Jordanii (od 2021).

## Życiorys
Lucjan Karpiński w 2008 rozpoczął pracę w Ministerstwie Spraw Zagranicznych. Zajmował się m.in. ewakuacją Polaków z miejsc zagrożonych konfliktami, problemami wynikłymi z bankructw biur podróży oraz pomocą Polakom znajdującym się w trudnej sytuacji za granicą. Był m.in. zastępcą dyrektora Departamentu Konsularnego MSZ. W 2018 został dyrektorem Inspektoratu Służby Zagranicznej. Przebywał na placówce w Abu Zabi (od 2010) na stanowisku ds. ekonomicznych oraz konsularnych.
27 listopada 2020 został mianowany Ambasadorem RP w Jordanii. Placówkę objął 15 lutego 2021. Kopie listów uwierzytelniających złożył na ręce wiceministra spraw zagranicznych Jordanii 1 marca 2021.